# Новотроицк (Москаленский район)
Новотроицк — исчезнувшая деревня в Москаленском районе Омской области. Входила в состав Элитовского сельского поселения. Упразднена в 1999 г.

## История
Основана в 1921 г. В 1928 г. хутор Троицкий состоял из 46 хозяйств. В составе Гольбштадтского сельсовета Москаленского района Омского округа Сибирского края.

## Население
По переписи 1926 г. в хуторе проживало 228 человек (108 мужчин и 120 женщины), основное население — русские